# Bogdan Nechifor
Bogdan Nechifor (n. 23 martie 1988, Turda, Cluj, România) este un actor român de film, televiziune și de teatru.

## Filmografie
- Radu în Fals tratat de mântuire a sufletului, regia Nicolae Mărgineanu, 2017
- Vlad în „Potent impotent” (scurtmetraj), regia Valentin Andrei, 2017
- Claudiu în „Aprilie, vis” (scurtmetraj), regia Andrei Inizan, 2016
- Fratele Moise în The Wanderers, regia Dragoș Buliga, 2016
- Radu în Te mai uiți și la om (scurtmetraj), regia Ana Maria Comănescu, 2015
- Andrei în „Un alt drum” (scurtmetraj), regia Andrei Robert Popa, 2015
- Părintele Arsenie Boca în Poarta Albă, regia Nicolae Mărgineanu, 2013
- Andy în Totul ca la carte (mediumetraj), regia Bogdan Bărbulescu, 2012[3]
- Cardinalul (2019) – preotul Alexandru Rațiu
- Vlad in Poate mai traiesc si azi(lungmetraj), regia Tudor Cristian Jurgiu, 2020